# Abbaye de Sittichenbach
L'abbaye de Sittichenbach est une abbaye cistercienne, , aujourd'hui disparue, située à Sittichenbach, un quartier d'Eisleben, dans le Land de Saxe-Anhalt, en Allemagne.

## Histoire
Le couvent est fondé par des moines cisterciens de l'abbaye de Walkenried, elle-même une filiation de l'abbaye primaire de Morimond. En 1141, à la demande du seigneur Esiko II de Bornstedt, un certain Volkuin est élu abbé parmi les onze prêtres présents. Ils acquièrent de vastes terres entre les contreforts orientaux du Harz et la frontière orientale du duché de Saxe sur les bords de la Saale, où ils ouvrent plusieurs manoires. 

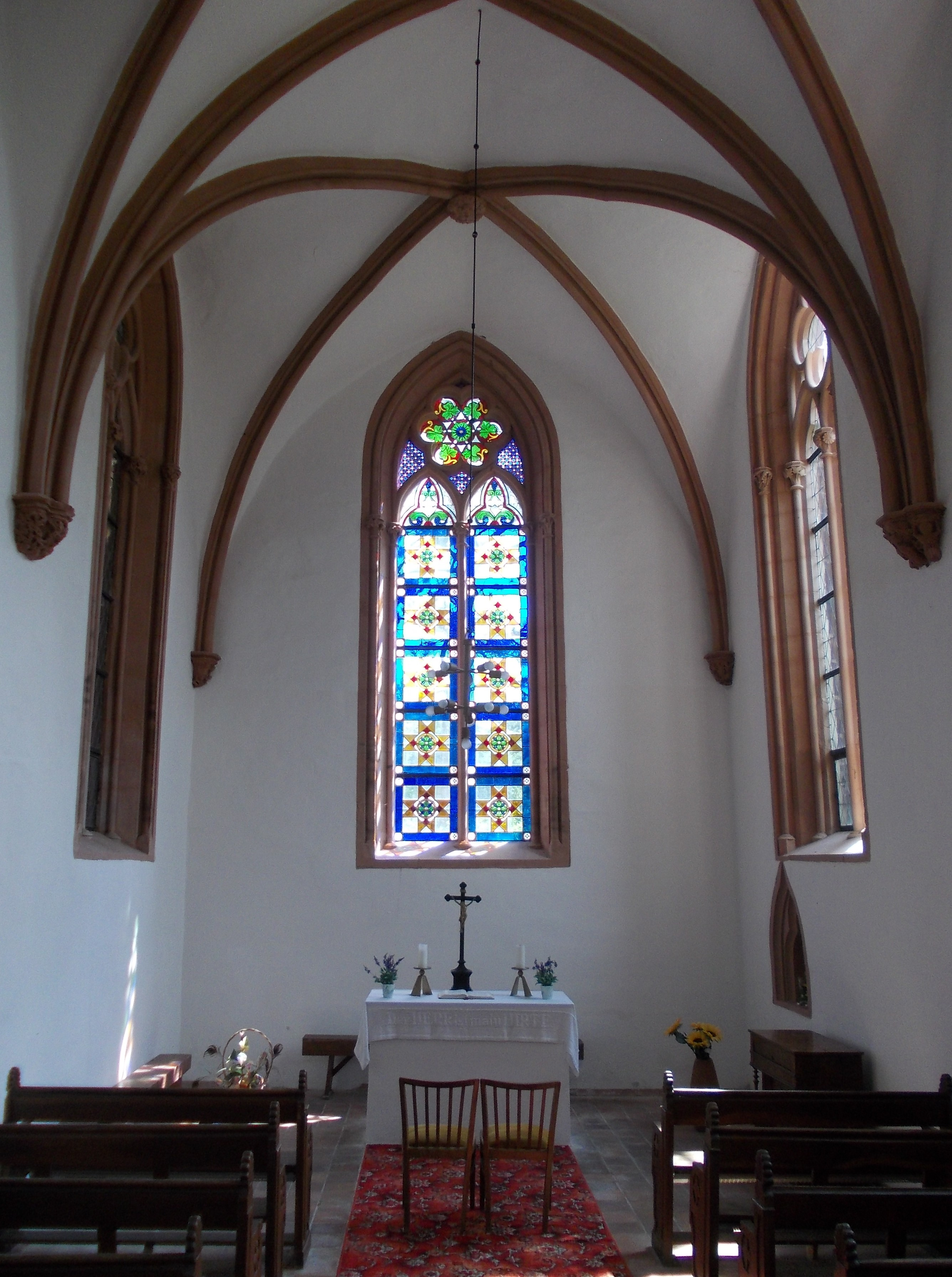
Intérieur de la chapelle.

En accord avec les margraves de Brandebourg, les moines de Sittichenbach créent l'abbaye de Lehnin en 1180. Ils ouvrent aussi l'abbaye de Buch, fondée par les burgraves de Leisnig en 1192, et l'abbaye de Grünhain dans les monts Métallifères, au sud-est de Zwickau dans la marche de Misnie, en 1235.
Dès 1209, Konrad von Krosigk, évêque de Halberstadt et participant à la quatrième croisade, se retire à l'abbaye et meurt ici en 1225. Longtemps, le monastère et le clergé de la cathédrale de Halberstadt se disputent les reliques et les trésors que Konrad a ramenés lors du saccage de Constantinople.
En 1362, l'abbaye devient un soutien du prince-évêque Louis de Halberstadt, fils cadet du margrave Frédéric II de Misnie, en conflit avec les comtes de Mansfeld. Lors des combats, l'abbé et les moines sont pris en otage, certains meurent. L'excommunication est ensuite donné au comte.

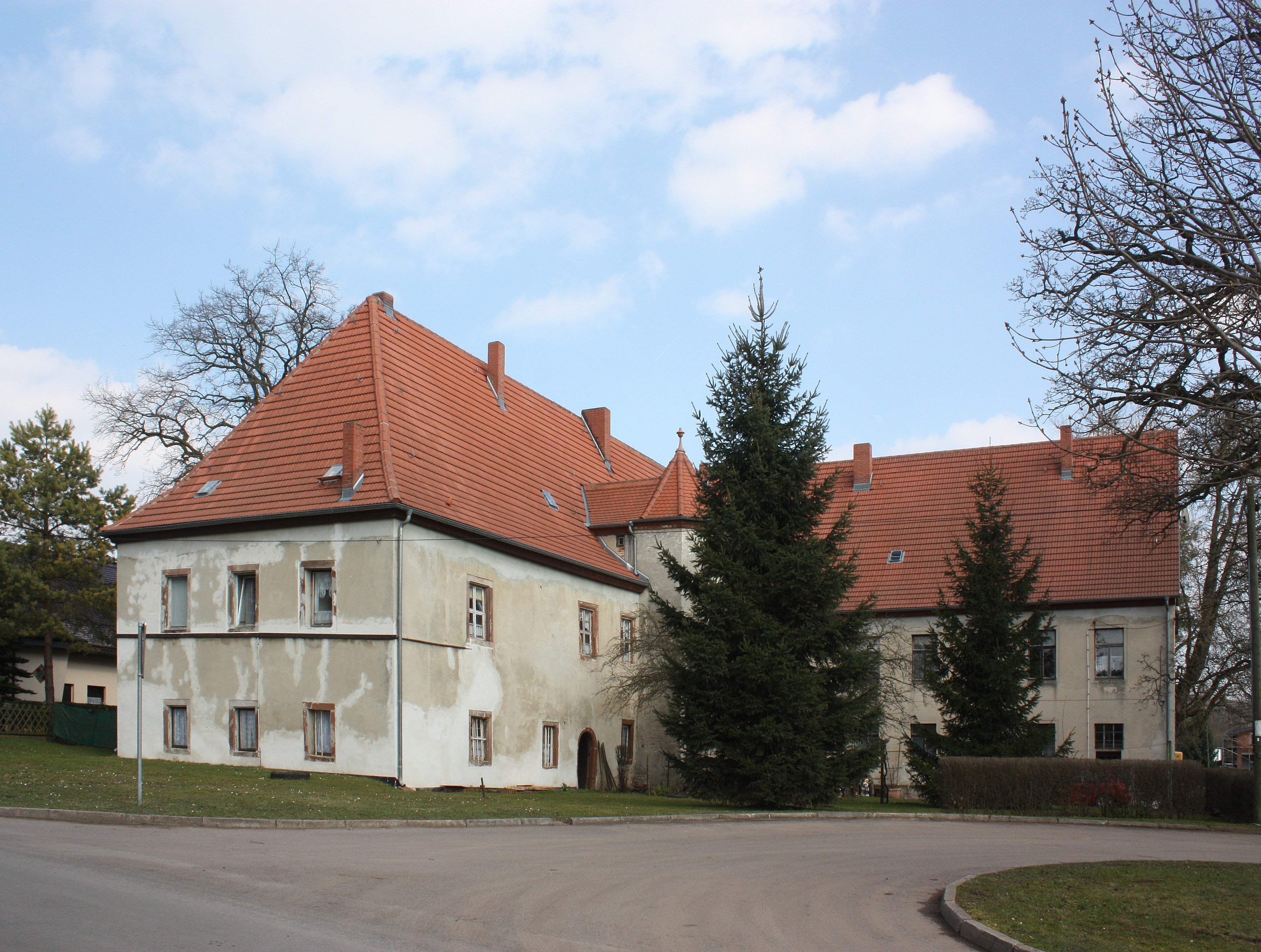
Manoir de Sittichenbach.

L'abbaye est sécularisée en 1540 au moment de l'apparition de la Réforme protestante. En 1612, les comtes de Mansfeld fortement endettés ont dû céder le domaine à l'électeur Jean-Georges Ier de Saxe qui en fait l'une de ses résidences officielles et le chef-lieu de l'Amt de Sittichenbach. Entre 1656 et 1746, elle appartenait à la principauté de Saxe-Weissenfels. Après les guerres napoléoniennes, selon les dispositions du congrès de Vienne de 1815, le territoire est incorporé dans la province de Saxe au sein du royaume de Prusse.
Au fil des siècles, la majeure partie des bâtiments omba en ruines. Il ne reste aujourd'hui de l'ancienne abbaye qu'une chapelle reconstruite en 1615 et remaniée profondément au XIXe siècle, ainsi que quelques demeures.